# Nela Ochoa
Nela Ochoa (Caracas, Venezuela, 22 de marzo de 1953) es una artista venezolana multidisciplinaria que desarrolla su obra dentro de neoexpresionismo y posmodernismo. Se enfoca en cómo se relaciona el sujeto con su entorno urbano; cómo es desde la óptica de la medicina, el cuerpo humano su territorio. También es conocida por sus estudios sobre genética, siendo uno de sus temas en exposiciones. Ha obtenido reconocimientos por sus numerosas y diversas exposiciones, al igual que colectivas nacionales e internacionales.

## Vida y obra
Ochoa inicia su formación en 1972 recibiendo clases de pintura con Marcela Jaye en la escuela Cristóbal Rojas, mientras realiza simultáneamente cursos de danza contemporánea con Contradanza en Caracas. Los videos de Nela Ochoa, y posteriormente sus instalaciones y performances, recibirán directamente la influencia de su formación en danza: los principios de escenografía y puesta en escena, así como la simbología del lenguaje corporal y el cuerpo como tema y objeto de reflexión han sido constantes en toda su obra. Entre 1972 y 1974 sigue cursos de diseño gráfico en el Instituto Neumann, y este último año estudia dibujo con Abilio Padrón. En 1979 toma cursos de danza y vocalización con el Roy Hart Theatre, así como con Macrodanza hasta 1980 y Danzahoy en 1980. En 1981, en París, sigue cursos de danza contemporánea, logrando el grado en esa disciplina en la Academia Rencontres Internationales de Danse Contemporaine en 1985. En 1982 se interesa por el grabado, que practica en L'Atelier, París, y sigue su formación de dibujo e ilustración con Abilio Padrón, radicado entonces en Francia. Entre 1983 y 1984 toma cursos de danzas del Magreb, París, con El-Hadi Cheriffa.
La participación de Nela Ochoa en colectivas nacionales e internacionales ha sido numerosa; ha estado en festivales como: el Festival de Verano de Premontres (Pont-a-Mousson, Francia, 1985); el Festival de Arte Danae (Poully, Francia, 1985 y 1987); la XXXVI y XXXVII Muestra Internacional de Cine y Video No Profesional (Montecatini, Italia, 1985 y 1986); la I, II y III Bienal Internacional de Video (Medellín, Colombia, 1986-1990); el IX Festival Internacional de Cine Súper Ocho y Video (Ateneo de Caracas, 1986); el Festival de Cine, Video y Televisión (Río de Janeiro, Brasil, 1987); el XLV Salón Arturo Michelena (1987); el IX Festival Internacional de Cine Joven (Montreal, Canadá, 1988); el VIII Festival Franco-Chileno de Video Arte (Santiago de Chile, 1988); el XIII Festival Internacional de Cine Súper Ocho y Video (Caracas, Venezuela, 1988); la I Reseña de Arte en Video (Caracas, l989), y el V Festival Nacional de Cine, Video y Televisión (Mérida, 1990). Participó en la muestra venezolana en el Pabellón de las Artes en Expo-Sevilla (España, 1992) y en la exposición "The Final Frontier" del Nuevo Museo de Arte Contemporáneo (Nueva York, 1993).

Es la vieja dualidad romántica de la interioridad como algo espiritual e inaprehensible y la exterioridad como superficie material lo que Nela Ochoa expone. Su obra se ubica en las corrientes artísticas más contemporáneas, las cuales parten del supuesto de la experiencia como totalidad indivisible, deshaciéndose de una vez por todas de las tendencias positivistas que buscan aprehender la realidad a partir de dividirla, categorizándola en segmentos monolíticos, jerárquicos y mutuamente excluyentes. Ochoa utiliza las técnicas más avanzadas de imágenes médicas (radiografías, tomografías, angiografías digitales) para mostrar aspectos de nuestra vida que damos por sentado, como la gestación o el latido del corazón. De este modo, nos acerca a aquellos conflictos que la ciencia ha procurado siempre soslayar: la conexión ideológica de la vivencia física con nociones tales como la sexualidad y la identidad. Resalta en este sentido la atención que esta artista presta a la experiencia orgánica femenina (la menstruación, la gestación) la cual suele asociarse en nuestra cultura con la intimidad. Al pasar estas vivencias literalmente por los rayos X, Ochoa demuestra la enorme falibilidad de ciertos conceptos generalmente aceptados: la menstruación, por ejemplo, no es ni más secreta ni más privada que el latido del corazón. La implosión de las barreras entre lo interno y lo externo se duplica metafóricamente en el trabajo de Nela Ochoa investigando los supuestos culturales en que basamos nuestra identidad y desbordando la estéril separación entre las ciencias y las humanidades
Olarquiaga, 1993.

## Exposiciones
Exposiciones Individuales (selección):
- 1993 "Alter altare", Sala RG / "Alter altare", Centro de las Artes, Ciudad Bolívar
- 1999 "Lejana", MAO / "ADN 8A", Sala RG
- 2000 "ADN 8A", Ateneo de Valencia, Edo. Carabobo
- 2001 "Corpóreo", Galería 39, El Hatillo, Edo. Miranda
- 2001 "VIDEOGRAMAS", Galería Sextante, Bogotá, Colombia.
- 2003 "GENE MAPS", Red Dot Gallery -Project Room, N.Y.C.,U.S.A.
- 2004 "NELA OCHOA:OBRA RECIENTE", Galería 39, Caracas
- 2004 "GEN-ETICA", Galería Sextante, Bogotá, Colombia
- 2006 "FROM OUTSIDE TO INSIGHT" , Hardcore Art Contemporary Space, Miami, USA
- 2008 "LABORATORIO", Galería 39, Caracas, Venezuela
- 2008 "GENE GARDEN", Miami Beach Botanical Garden, Florida,USA
- 2009 "GENETIC PORTRAITS", Frost Art Museum. Miami.Florida
- 2010 "GEN Y FIGURA", Galería Sextante, Bogotá, Colombia
- 2015 "POST PRETERITO", La Caja, Centro Cultural Chacao ,Caracas[8]

## Premios[7]
- UNA OBRA DE GRAN ENVERGADURA., Premio Harry Liepienz, 56.º Salón Arturo Michelena, Valencia, Vzla,1998
- RUINAS CIRCULARES-HOYANO, 3.º Premio, IV Bienal de Arte de Mérida, Vzla,1997
- TOPOS y QUE EN PEZ DESCANSE, Mejor Video Experimental y Mejor Video Fundación CELARG,  V Festival Nacional de Cine, Video y Televisión, Mérida, Vzla.,1990
- A LA CONTINUIDAD DE SU OBRA , XIII Festival Internacional de Cine Super Ocho y Video.FUNDACIÓN CELARG,Caracas, Vzla.,1988
- INVERNADERO Premio de Arte No-Objetual, 45.º Salón Arturo Michelena, Valencia ,Vzla,1987